# 国際鳥類学者連合
国際鳥類学者連合（こくさいちょうるいがくしゃれんごう、英語: International Ornithologists' Union）は、およそ200名の国際的な鳥類学者のグループである、以前の名称は国際鳥類学委員会（International Ornithological Committee）。国際鳥類学会議や常任委員会によって行われる、その他の国際的な鳥類学活動の責任を負う。

## 国際鳥類学会議
国際鳥類学者会議は最も古く、最大の国際的な鳥類学者の会合である。国際鳥類学者連合によって組織される。最初の会合は1884年に開催され、1926年までは不定期に、以後は4年毎に開催されている（第二次世界大戦中および直後の2回を除く）。